# Смит, Лоис (балерина)
Лоис Ирен Смит (фр. Lois Irene Smith, 8 октября 1929 года, Ванкувер, Канада — 22 января 2011 года, Сечелт, Канада) — канадская балерина, была награждена орденом Канады.

## Биография
Лоис Смит родилась в Барнаби, пригороде Ванкувера, 8 октября 1929 года. В 10 лет она начала учиться танцевать в школе танца Британской Колумбии в Ванкувере, родители не могли позволить себе занятия, их оплачивал брат. Через год Смит перестала заниматься из-за финансовых причин. В 15 лет она начала брать уроки балета у Розмари Девесон и бросила школу ради ежедневных тренировок. В 17 лет она получила работу в театре, Смит играла в летнем мюзикле. Лоис Смит также подрабатывала в американской труппе Сивил-Лайт-Опера, которая выступала в Лос-Анджелесе и Сан-Франциско.
В 1949 году она вышла замуж за коллегу Дэвида Адамса. Ему предложили присоединиться к новой профессиональной балетной компании в Торонто, и он порекомендовал Лоис. С первого выступления в 1951 году труппа стала известной как Национальный балет Канады. Игра Смит была хорошо оценена критиками, и за несколько лет она стала общепринятой канадской примой. Первые годы на новой работе были очень тяжёлыми для Смит, она много тренировалась под наставничеством Силия Франка и родила ребёнка. Лоис Смит стала одной из наиболее известных балерин Канады. Национальный балет Канады много гастролировал по Канаде и США. За 18 лет работы в этом театре Смит исполняла партии Жизель, Коппелии, Золушки, Спящей красавицы и другие. Её партнёрами были Дэвид Адамс, Эрл Крол и Эрик Бран. В 1964 году Дэвид переехал в Англию, что привело к расставанию пары. В 1969 году Смит была вынуждена уйти из театра из-за травмы колена.
Лоис Смит открыла школу танца в Торонто, которая затем стала частью колледжа Джорджа Брауна. Она была постановщиком хореографии программ для CBC Television, оперной компании Виннипега и Канадской оперной компании. В 1988 году Смит переехала в Саншайн-Коуст в Британской Колумбии, где она создала ещё одну танцевальную школу. Она умерла в Сечелте в 2011 году после долгой борьбы с болезнью Альцгеймера.
Лоис Смит получила Орден Канады в 1998 году за вклад в развитие балета в Канаде. В 1998 году она была внесена в Зал славы Британской Колумбии.